# Річки Данії

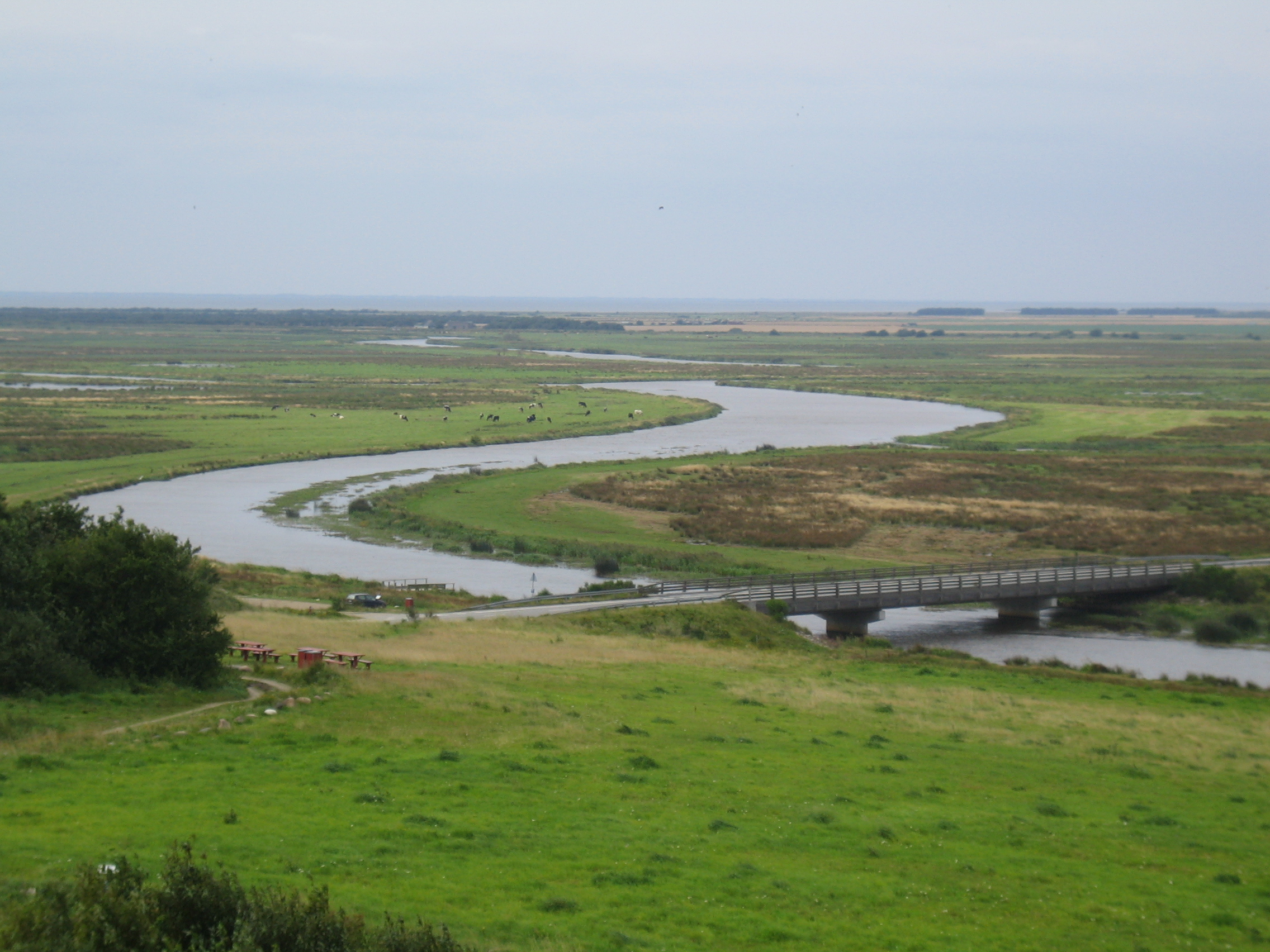
Скʼєрн-о, найбільша річка Данії за обсягом води

Данія має приблизно 900 річок із виходом до моря. Майже половина із них є менше 5 км завдовжки. 52 із них мають довжину більше 25 км, а 17 із них мають довжину більше 50 км.

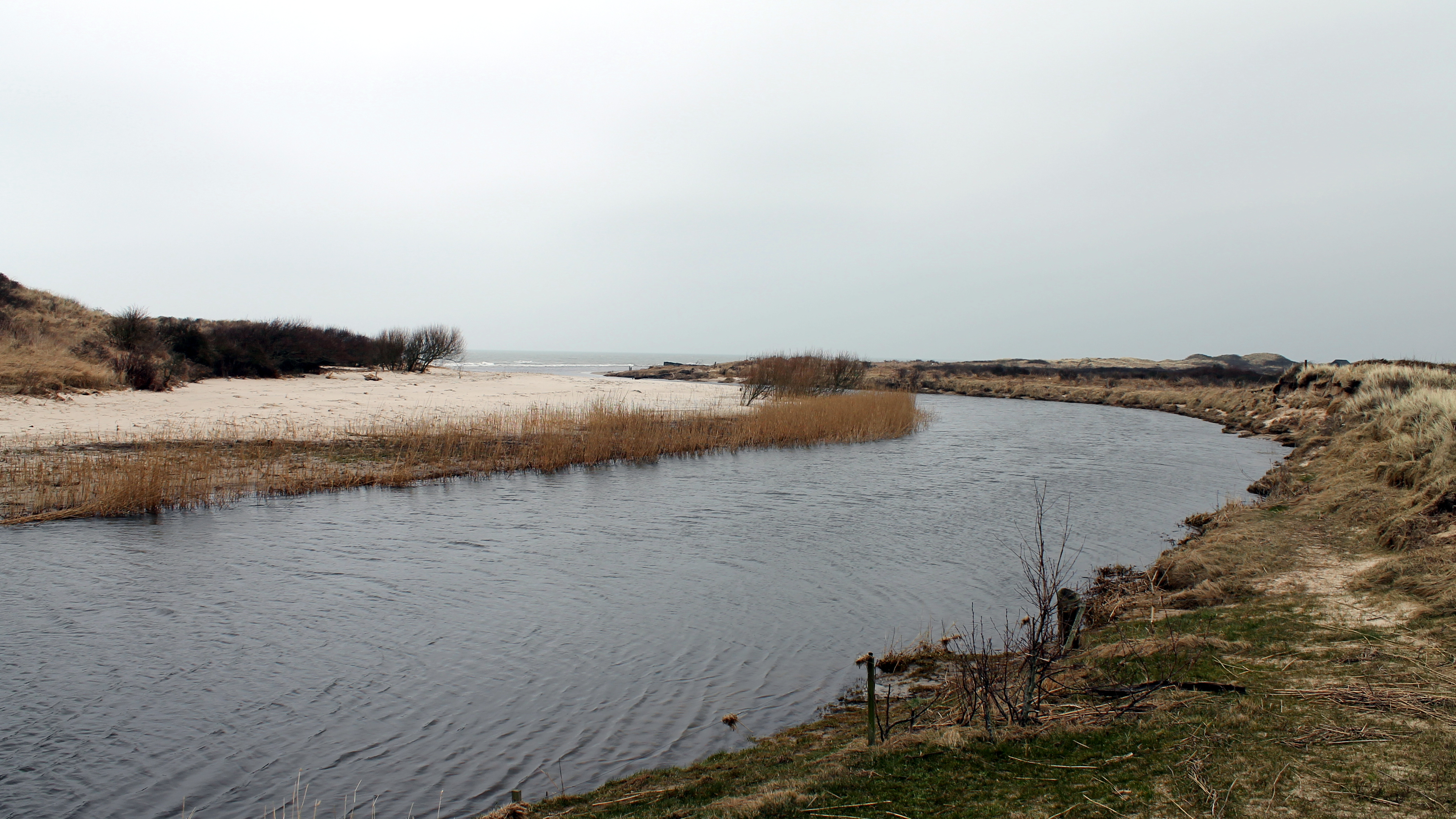
Витік річки Уггербю-о у протоці Скагеррак

Найдовшою річкою країни є річка Гудено (156,3 км), у той час, як річка Скʼєрн-о має найбільший вихід води у своєму гирлі — у середньому 30 м3/с.
Довшими за 50 км є наступні річки:
| №  | Річка        | Довжина (км) | Озера, що входять до басейну                                                                           | Виміряна через притоки                          | Розташування |
| -- | ------------ | ------------ | --- | ----------------------------------------------- | ------------ |
| 1  | Гудено       | 156,3        | Бреведсе, Моссе, Гуденсе, Римеллесе, Ліллесе, Бірксе, Юльсе, Борресе, Брассе, Лангсе, Смінгес, Тенгесе |                                                 | Ютландія     |
| 2  | Ск'єрн       | 104,1        | Рербексе, Недерсе, Кульсе, Гаструпсе, MES                                                              |                                                 | Ютландія     |
| 3  | Стора        | 101,7        | Гольстебро, Венкрафтсе                                                                                 |                                                 | Ютландія     |
| 4  | Коруп        | 92,8         | | Скюгге-о/Ельбек                                 | Ютландія     |
| 5  | Варде        | 90,5         | | Грінстед-о/Венельбек                            | Ютландія     |
| 6  | Суса         | 86,5         | Тиструп/Бевельсесе                                                                                     |                                                 | Зеландія     |
| 7  | Оденсе       | 81,8         | | Гогеруп-о (29.7 km)                             | Фюн          |
| 8  | Відо         | 80,2         | | Сендеро/Бʼєрндруп Меллео                        | Ютландія     |
| 9  | Рібе-о       | 76,5         | | Грам-о/Неррео/Фовс-о                            | Ютландія     |
| 10 | Геллебю      | 65,5         | Тіссе                                                                                                  | Тисінге-о                                       | Зеландія     |
| 11 | Рие-о        | 64,2         | | Геллумбек                                       | Ютландія     |
| 12 | Конгео       | 63,6         | | (72,3 км, якщо виміюрвати через річку Гестен-о) | Ютландія     |
| 13 | Уггербю-о    | 60,6         | | Меллебек                                        | Ютландія     |
| 14 | Бреде-о      | 54,4         | | Фіскбек                                         | Ютландія     |
| 15 | Скельс-о     | 54,1         | | Коустед-о                                       | Ютландія     |
| 16 | Сіместед-о   | 51,4         | |                                                 | Ютландія     |
| 17 | Лінденборг-о | 50,2         | |                                                 | Ютландія     |